# سرود ملی تانزانیا
خدا پشت و پناه آفریقا (سواحلی: Mungu ibariki Afrika) سرود ملی تانزانیا است. این سرود در سال ۱۹۶۱ رسمیت یافت.